# Palawan (đảo)
Palawan là một đảo nằm ở phía tây nam Philippines và ngăn cách Biển Đông với biển Sulu. Đây là đảo lớn nhất nằm dưới quyền quản lý của tỉnh Palawan và là đảo lớn thứ năm Philippines. Diện tích của đảo là 12.189 km². Nơi đây có thiên nhiên rất phong phú và là một trong những nơi nổi tiếng về du lịch sinh thái.
Đảo Palawan có chiều dài khoảng 270 dặm (430 km) và chiều rộng tối đa khoảng 24 dặm (39 km). Một sống núi tương đối cao chạy dọc chiều dài đảo, trong đó có đỉnh Mantalingajan cao 2.085 m so với mặt nước biển. Dãy núi trung tâm này bị gián đoạn tại vịnh Honda. Đồng bằng trên đảo hẹp men theo bờ biển và hiếm khi mở rộng quá 5 dặm (8,0 km) vào hướng đất liền.

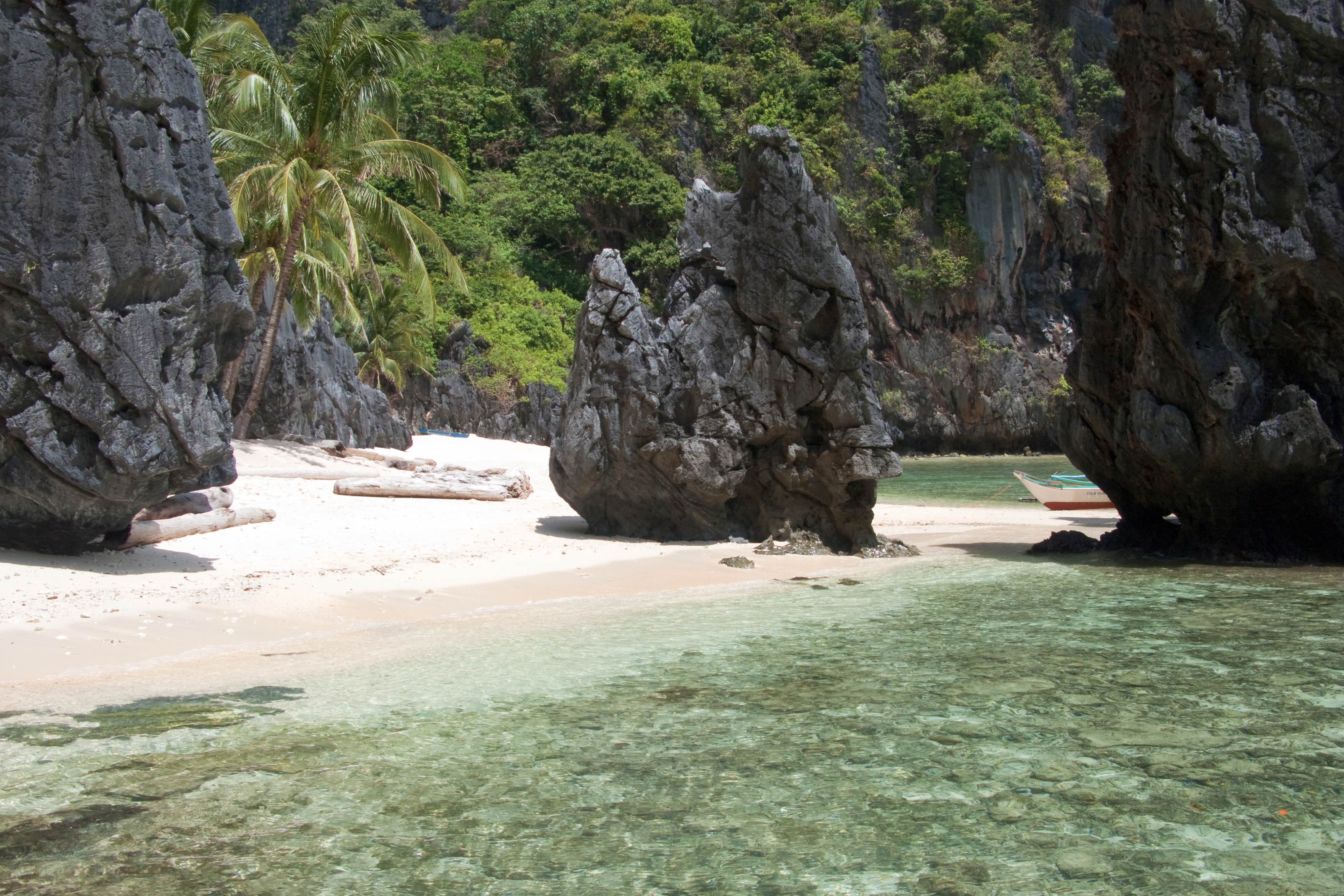
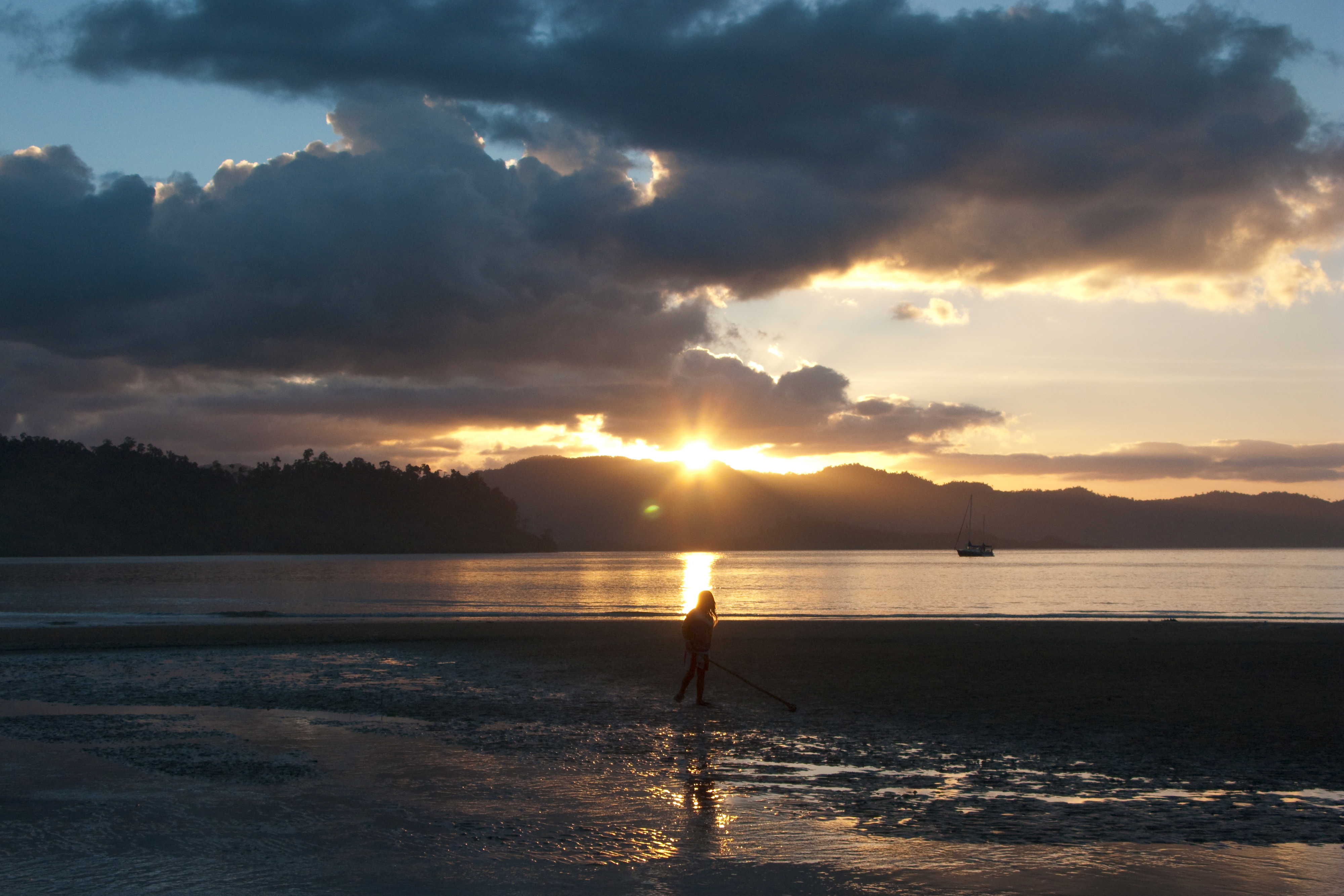
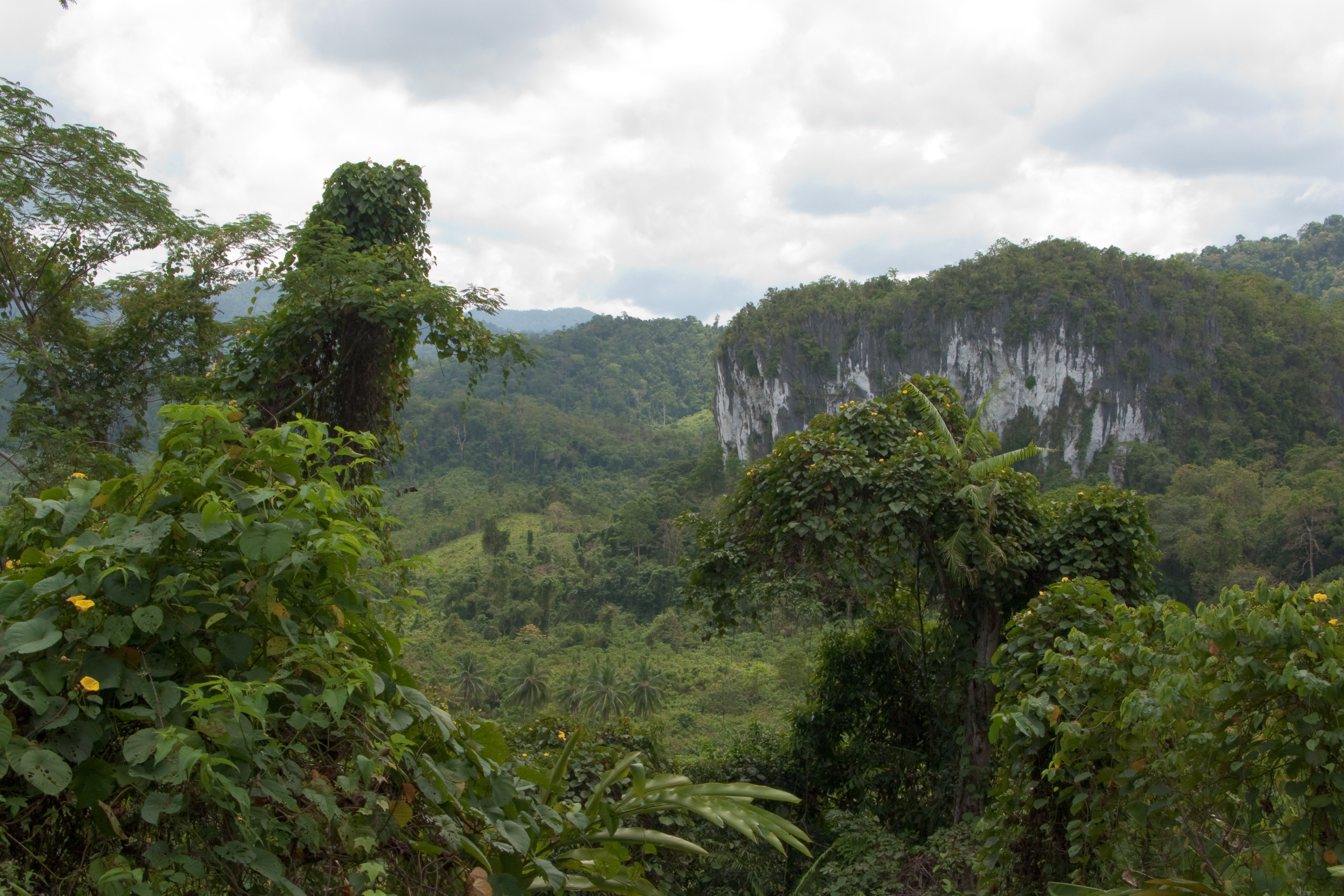